# Order Korony (Buchara)
Order Korony (uzb. Nishoni Todzhi Bukhoroi Dor Us Saltanat) – order nadawany w Chanacie Buchary w latach 1896–1917. Odznaka orderowa wieszana była na wielkiej wstędze, niebieskiej z białymi prążkami wzdłuż brzegów. W starszeństwie bucharskich odznaczeń znajdował się na drugim miejscu po Orderze Aleksandra III, a przed Orderem Gwiazdy Wschodzącej. Fundatorem orderu był emir Abd al-Ahad Chan.